# 张仪盛
张仪盛，清朝政治人物。
张仪盛曾于咸丰年间接替霍明皋任兴化府知府一职，咸丰七年由萧作霖接任。